# Lampyris raymondi
Lampyris raymondi là một loài bọ cánh cứng trong họ Đom đóm (Lampyridae). Loài này được Mulsant & Rey miêu tả khoa học năm 1859.